# Флаг Оленегорска
Флаг муниципального образования муниципального округа город Оленегорск с подведомственной территорией Мурманской области Российской Федерации (до 1 января 2021 года) — опознавательно-правовой знак, служащий официальным символом муниципального образования. Утверждён 25 августа 2015 года, в 2016 году утверждены уточнения к Положению о флаге.

## Описание
Согласно первоначальному описанию, «флаг города Оленегорска представляет собой сине-голубое полотнище, ширина и длина которого соотносятся как 2:3, на котором по центру воспроизведена композиция из гербового щита города (олень, идущий по чёрной, вверху окаймлённой зеленью, горе в виде треугольника, основанием которого является нижняя кромка полотнища) с заменой геральдического золота, которым в гербе окрашены олень и безанты, на жёлтый цвет». Оборотная сторона флага является зеркальным отображением его лицевой стороны.
Согласно внесённым в 2016 году изменениям к Положению о флаге, было уточнено, что «флаг города Оленегорска представляет собой полотнище синего цвета с отношением ширины к длине 2:3, в центре которого — олень жёлтого цвета с поднятой правой передней ногой, стоящий к древку на равнобедренном треугольнике, основанием которого является нижний край полотнища, а вершиной — точка на средней вертикальной оси полотнища на расстоянии от нижнего края полотнища в 2/5 ширины полотнища; треугольник чёрного цвета, по сторонам с каймой зелёного цвета, шириной 1/10 ширины полотнища; олень окружён сложенными в кольцо, не соприкасающимися друг с другом двадцатью шестью кругами жёлтого цвета».

## Обоснование символики
Флаг создан на основе фигур и элементов герба округа:
- Олень является символом города.
- Гора — изображает земную (зелёную) пирамиду, которая обозначает холмистую возвышенность, характерную особенность местного региона и наложенную на неё чёрную пирамиду — недра с полезными ископаемыми.
- 26 безантов, собранные в кольцо — символизируют основу экономики города — добычу железной руды (атомным номером железа в периодической системы химических элементов Д. И. Менделеева явялеется 26).

Цвета флага и фигур символизируют:
- Жёлтый — высшие ценности, величие, богатство, урожай;
- Синий — возвышенные устремления, искренность, преданность, возрождение;
- Зелёный — весну, природу, здоровье, молодость, надежду;
- Чёрный — постоянство в испытаниях, образованность, мудрость.